# 哈里·恩菲爾德
哈里·恩菲爾德（Henry Richard "Harry" Enfield，1961年5月30日—）是英國的一位演員、作家和導演。他是家中三個孩子的長男，父親是一位記者。恩菲爾德畢業於約克大學。